# Сибирский (Воронежская область)
Сибирский — посёлок в Острогожском районе Воронежской области.
Входит в состав Гниловского сельского поселения.

## Население
| 2000 | 2005 | 2010 |
| ---- | ---- | ---- |
| 71   | ↘64  | ↘54  |

## Инфраструктура
В посёлке имеется две улицы — Луговая и Речная.